# 小行星7596
小行星7596（英語：7596 Yumi）是一颗围绕太阳公转的小行星。1993年4月10日，圓舘金、渡邊和郎在北见发现了此天体。
这颗小行星的绝对星等为262.3495208132672等。